# Bartosz Ciura
Bartosz Ciura (* 20. November 1992 in Rzeszów) ist ein polnischer Eishockeyspieler, der seit 2022 erneut beim GKS Tychy in der Polska Hokej Liga unter Vertrag steht.

## Karriere

### Club
Bartosz Ciura begann seine Karriere beim UKH Debica. Seit 2009 war in der schlesischen Großstadt Sosnowiec in der Nachwuchsakademie des polnischen Eishockeyverbandes Szkoła Mistrzostwa Sportowego, für deren Mannschaft er in der zweitklassigen I liga spielte. Von dort aus ging der Verteidiger im Jahr 2011 zum Ekstraliga-Klub GKS Tychy, wo er zwei Spielzeiten verbrachte. Nach zwei Jahren beim Ligakonkurrenten Unia Oświęcim zwischen 2013 und 2015 kehrte er nach Tychy zurück. Mit dem Klub wurde er in den Jahren 2018, 2019 und 2020 jeweils Polnischer Meister sowie 2017 und 2018 Pokalsieger. Nachdem er die Spielzeit 2021/22 beim HC Frýdek-Místek in der zweitklassigen tschechischen 1. Liga verbracht hatte, kehrte er erneut zum GKS Tychy zurück.

### International
Für Polen nahm Ciura im Juniorenbereich an der Division I der U18-Junioren-Weltmeisterschaft 2010 sowie den U20-Junioren-Weltmeisterschaften 2011 in der Division II und 2012 in der Division I teil.
Im Seniorenbereich stand er im Aufgebot seines Landes bei den Weltmeisterschaften der Division I 2017, 2018, 2019, 2022 und 2023, als den Polen erstmals seit dem Abstieg 2002 die Rückkehr in die Top-Division gelang. Zudem spielte er für Polen bei der Olympiaqualifikation für die Spiele in Pyeongchang 2018 und in Peking 2022.

## Erfolge und Auszeichnungen
- 2017 Polnischer Pokalsieger mit dem GKS Tychy
- 2018 Polnischer Meister und Pokalsieger mit dem GKS Tychy
- 2018 Polnischer Pokalsieger mit dem GKS Tychy
- 2019 Polnischer Meister mit dem GKS Tychy
- 2020 Polnischer Meister mit dem GKS Tychy

### International
- 2011 Aufstieg in die Division I bei der U18-Weltmeisterschaft der Division II, Gruppe B
- 2022 Aufstieg in die Division I, Gruppe A, bei der Weltmeisterschaft der Division I, Gruppe B
- 2023 Aufstieg in die Top-Division bei der Weltmeisterschaft der Division I, Gruppe A

## Statistik
(Stand: Ende der Saison 2022/23)